# Marwell
Marwell (1978-2003) est un cheval de course pur-sang qui s'illustra sur le sprint au début des années 1980.    

## Carrière de course
Née à Eyresfield Stud, le haras de son propriétaire Edmund Loder, Marwell est envoyée en Angleterre chez Michael Stoute qui la fait débuter à l'été de ses 2 ans par une victoire impressionnante à Newmarket. Trois semaines plus tard, la pouliche remporte une victoire toute aussi nette dans un groupe 3, les Molecomb Stakes puis défait celle qui sera son infortunée rivale toute la saison, Welshwyn. Celle-ci sera sa dauphine tandis que Marwell enchaîne les succès : dans les Flying Childers Stakes, puis les Cheveley Park Stakes, à l'époque le seul groupe 1 réservée aux pouliches de 2 ans : cinq courses, cinq victoires, Marwell est bien la meilleure de sa génération en Angleterre et même en Europe, selon les ratings. 
À 3 ans, Marwell rentre victorieusement dans les Fred Darling Stakes, une préparatoire aux 1000 Guinées, dont elle est naturellement la favorite en dépit des doutes sur son aptitude à la distance. Et, de fait, la pouliche perd son invincibilité dans le classique de Newmarket, terminant quatrième. Il semble aisé d'imputer cet échec à un manque de tenue, toutefois Walter Swinburn, qui a remplacé Lester Piggott sur le dos de Marwell en 1981, dira plus tard que sa partenaire a été vaincue non pas parce qu'elle ne tenait pas le mile, mais parce qu'elle était en chaleur, sans quoi elle se serait imposée. Quoi qu'il en soit, Michael Stoute rapatrie sa protégée sur le sprint, et là Marwell fait des merveilles : elle défait ses aînés avec désinvolture dans les King's Stand Stakes durant le meeting de Royal Ascot, puis défie celui qui est alors le roi des sprinters européens, Moorestyle, 4 ans, au palmarès bien garni. Ce duel au sommet a lieu lors de la July Cup, sur 1 200 mètres, et de lutte il n'y a point, Marwell ne laissant aucune chance au champion, le relègue à trois longueurs et le détrône sans un regard. Moorestyle va se consoler du côté de Deauville, où il remporte le Prix Maurice de Gheest avant une revanche dans le Sprint Championship de York, fin août. Mais, surprise, si Marwell le devance à nouveau, c'est un troisième larron qui s'impose, Sharpo, le tenant du titre. Marwell est de nouveau battue en septembre dans la Haydock Sprint Cup, cette fois par Runnett, et d'un nez. Mais c'est aussi d'un nez qu'elle rétablit sa suprématie et prend sa revanche sur Sharpo pour la dernière course de sa carrière dans le Prix de l'Abbaye de Longchamp. 
Nantie par Timeform d'un rating de 133, ce qui fait d'elle la meilleure pouliche européenne de l'année 1981, Marwell est considérée par John Randall et Tony Morris, dans leur livre de référence A Century of Champions, comme la 26e meilleure pouliche du 20e siècle dans les Îles Britanniques, et le 35e meilleur sprinter.

### Résumé de carrière
| Date         | Hippodrome  | Pays        | Course                        | Statut      | Distance    | Jockey           | Place       | Écart       | Vainqueur ou deuxième |
| 1980, 2 ans  | 1980, 2 ans | 1980, 2 ans | 1980, 2 ans                   | 1980, 2 ans | 1980, 2 ans | 1980, 2 ans      | 1980, 2 ans | 1980, 2 ans | 1980, 2 ans           |
| ------------ | ----------- | ----------- | ----------------------------- | ----------- | ----------- | ---------------- | ----------- | ----------- | --------------------- |
| 8 juillet    | Newmarket   | Royaume-Uni | Chesterfield Stakes           |             | 1 000 m     | Lester Piggott   | 1er / 9     | 4           | Doc Marten            |
| 29 juillet   | Goodwood    | Royaume-Uni | Molecomb Stakes               | Gr. 3       | 1 000 m     | Lester Piggott   | 1er / 7     | 2 ½         | Swan Princess         |
| 21 août      | York        | Royaume-Uni | Prince of Wales' Stakes       |             | 1 000 m     | Lester Piggott   | 1er / 6     | 1 ½         | Welshwyn              |
| 13 septembre | Doncaster   | Royaume-Uni | Flying Childers Stakes        | Gr. 2       | 1 000 m     | Greville Starkey | 1er / 6     | 3           | Welshwyn              |
| 1er octobre  | Newmarket   | Royaume-Uni | Cheveley Park Stakes          | Gr. 1       | 1 200 m     | Lester Piggott   | 1er / 8     | 1           | Welshwyn              |
| 1981, 3 ans  |             |             |                               |             |             |                  |             |             |                       |
| 10 avril     | Newbury     | Royaume-Uni | Fred Darling Stakes           | Gr. 3       | 1 400 m     | Walter Swinburn  | 1er / 4     | 2 ½         | Fast Friend           |
| 30 avril     | Newmarket   | Royaume-Uni | 1000 Guineas                  | Gr. 1       | 1 600 m     | Walter Swinburn  | 4e / 14     | 1           | Fairy Footsteps       |
| 23 mai       | Haydock     | Royaume-Uni | Gus Demmy Memorial Stakes     |             | 1 200 m     | Walter Swinburn  | 1er / 6     | 1 ½         | Age Quod Agis         |
| 19 juin      | Ascot       | Royaume-Uni | King's Stand Stakes           | Gr. 1       | 1 000 m     | Walter Swinburn  | 1er / 12    | 2           | Standaan              |
| 9 juillet    | Newmarket   | Royaume-Uni | July Cup                      | Gr.1        | 1 200 m     | Walter Swinburn  | 1er / 14    | 3           | Moorestyle            |
| 20 août      | York        | Royaume-Uni | Sprint Championship           | Gr. 2       | 1 000 m     | Walter Swinburn  | 2e / 9      | 2 ½         | Sharpo                |
| 5 septembre  | Haydock     | Royaume-Uni | Haydock Sprint Cup            | Gr. 2       | 1 200 m     | Walter Swinburn  | 2e / 6      | nez         | Runnett               |
| 4 octobre    | Longchamp   | France      | Prix de l'Abbaye de Longchamp | Gr.1        | 1 000 m     | Walter Swinburn  | 1er / 10    | nez         | Sharpo                |

## Au haras
Marwell revint dans le haras où elle avait vu le jour et n'avait pas fini de faire parler d'elle, puisque sa carrière de poulinière fut remarquable. Huit de ses quatorze produits ont gagnés, et surtout sa production compte trois chevaux de groupe 1 : Caerwent (par Caerleon), vainqueur des Irish National Stakes, Littlefeather (par Indian Ridge), troisième des Moyglare Stud Stakes, et surtout la championne Marling (par Lomond), lauréate des Cheveley Park Stakes, des Irish 1 000 Guineas, des Coronation Stakes et des Sussex Stakes. 

## Origines
Bien que Habitat fut un remarquable miler, lauréat du Prix du Moulin de Longchamp en 1969, il excella comme étalon dans le registre de la vitesse (entre 1978 et 1983, quatre de ses produits ont inscrit leur nom au palmarès du Prix de l'Abbaye de Longchamp), même s'il sut donner des produits performant jusqu'au mile (voire un peu plus : il a donné deux gagnantes de Champion Stakes). Il est le père d'une autre fameuse sprinteuse, Habibti, qui allait régner sur le sprint européen deux ans après Marwell. Puisque le meilleur de sa descendance était féminin, il n'est pas étonnant qu'il fut un excellent père de mère (il décrocha trois titres de tête de liste dans ce domaine), étant notamment celui de Reference Point ou Barathea.
Lady Seymour, la mère, connut une carrière météorique : deux courses, deux victoires dont les Phoenix Stakes, avant qu'une blessure n'eut raison des grands espoirs placés en elle. Au haras, elle se révéla une excellente reproductrice, donnant Lord Seymour (par Habitat), lauréat à 2 ans des Mill Reef St (Gr.2), deuxième des July Stakes (Gr.2) et troisième des Middle Park Stakes, ainsi que Lord Grundy (par Grundy), battu par le futur Derby-winner Slip Anchor dans une préparatoire, les Derby Trial Stakes, puis placé de groupe aux États-Unis. La deuxième mère, My Game, a bien tracé au haras, puisqu'elle est également la troisième mère de la championne Unite (par Kris), qui réussit le doublé Oaks / Irish Oaks, et celle de Paean, vainqueur de la Gold Cup. Toute cette famille descend en ligne directe de la grande Pretty Polly (1901-1931).

### Pedigree
| Origines de Marwell (IRE), jument baie née en 1978 | Origines de Marwell (IRE), jument baie née en 1978 | Origines de Marwell (IRE), jument baie née en 1978 | Origines de Marwell (IRE), jument baie née en 1978 |
| -------------------------------------------------- | -------------------------------------------------- | -------------------------------------------------- | -------------------------------------------------- |
| Père Habitat 1966                                  | Sir Gaylord 1959                                   | Turn-To                                            | Royal Charger                                      |
| Père Habitat 1966                                  | Sir Gaylord 1959                                   | Turn-To                                            | Source Sucree                                      |
| Père Habitat 1966                                  | Sir Gaylord 1959                                   | Somethingroyal                                     | Princequillo                                       |
| Père Habitat 1966                                  | Sir Gaylord 1959                                   | Somethingroyal                                     | Imperatrice                                        |
| Père Habitat 1966                                  | Little Hut 1952                                    | Occupy                                             | Bull Dog                                           |
| Père Habitat 1966                                  | Little Hut 1952                                    | Occupy                                             | Miss Bunting                                       |
| Père Habitat 1966                                  | Little Hut 1952                                    | Savage Beauty                                      | Challenger                                         |
| Père Habitat 1966                                  | Little Hut 1952                                    | Savage Beauty                                      | Kara                                               |
| Mère Lady Seymour 1972                             | Tudor Melody 1956                                  | Tudor Minstrel                                     | Owen Tudor                                         |
| Mère Lady Seymour 1972                             | Tudor Melody 1956                                  | Tudor Minstrel                                     | Sansonnet                                          |
| Mère Lady Seymour 1972                             | Tudor Melody 1956                                  | Matelda                                            | Dante                                              |
| Mère Lady Seymour 1972                             | Tudor Melody 1956                                  | Matelda                                            | Fairly Hot                                         |
| Mère Lady Seymour 1972                             | My Game 1957                                       | My Babu                                            | Djebel                                             |
| Mère Lady Seymour 1972                             | My Game 1957                                       | My Babu                                            | Perfume                                            |
| Mère Lady Seymour 1972                             | My Game 1957                                       | Flirting                                           | Big Game                                           |
| Mère Lady Seymour 1972                             | My Game 1957                                       | Flirting                                           | Overture (famille 14-c)                            |